# بروس ميتكالف
بروس ميتكالف (بالإنجليزية: Bruce Metcalf)‏ هو نحات أمريكي، ولد في 30 سبتمبر 1949.